# Thạch Hưng
Thạch Hưng là một phường thuộc thành phố Hà Tĩnh, tỉnh Hà Tĩnh, Việt Nam.

## Địa lý
Phường Thạch Hưng có vị trí địa lý:
- Phía đông giáp các xã Tượng Sơn, Thạch Khê, Thạch Lạc
- Phía tây và phía nam giáp phường Thạch Quý
- Phía bắc giáp phường Đồng Môn.

Phường Thạch Hưng có diện tích 4,67 km², dân số năm 2023 là 7.087 người, mật độ dân số đạt 1.517 người/km².

## Hành chính
Phường Thạch Hưng chia thành 6 tổ dân phố: Bình, Hòa, Kinh Nam, Thúy Hội, Tiến Hưng, Trung Hưng.

## Lịch sử
Xã Thạch Hưng trước đây thuộc huyện Thạch Hà, tiền thân là xã Trung Tiết, tổng Thượng Nhị thuộc phủ Thạch Hà, tỉnh Hà Tĩnh. 
Ngày 25 tháng 12 năm 1955, xã Thạch Hưng có 4 làng: Kinh Thượng có 2 thôn: Kinh Nam, Kinh Trung Hưng; Hậu Hạ có 2 thôn: Hòa, Bình; Thuý Hội có 1 thôn Thúy Hội; Kinh Hạ có 1 thôn Tiến Hưng.
Xã Thạch Hưng có 6 thôn: Bình, Hòa, Kinh Nam, Thúy Hội, Tiến Hưng, Trung Hưng.
Ngày 14 tháng 11 năm 2024, Ủy ban Thường vụ Quốc hội ban hành Nghị quyết số 1283/NQ-UBTVQH15 về việc sắp xếp đơn vị hành chính cấp huyện, cấp xã của tỉnh Hà Tĩnh giai đoạn 2023 – 2025 (nghị quyết có hiệu lực từ ngày 1 tháng 1 năm 2025). Theo đó, thành lập phường Thạch Hưng thuộc thành phố Hà Tĩnh trên cơ sở toàn bộ 4,67 km² diện tích tự nhiên và quy mô dân số là 7.087 người của xã Thạch Hưng.
Ngày 9 tháng 1 năm 2025, UBND tỉnh Hà Tĩnh ban hành Quyết định số 58/QĐ-UBND về việc:
- Chuyển Thôn Bình thành tổ dân phố Bình.
- Chuyển Thôn Hòa thành tổ dân phố Hòa.
- Chuyển thôn Kinh Nam thành tổ dân phố Kinh Nam.
- Chuyển thôn Tiến Hưng thành tổ dân phố Tiến Hưng.
- Chuyển thôn Thúy Hội thành tổ dân phố Thúy Hội.
- Chuyển thôn Trung Hưng thành tổ dân phố Trung Hưng.

Phường Thạch Hưng có 6 tổ dân phố: Bình, Hòa, Kinh Nam, Thúy Hội, Tiến Hưng, Trung Hưng.

## Văn hóa
Từ xa xưa trên địa bàn phường này có tuyến kênh Nhà Lê nối từ  kinh đô Hoa Lư đến Đèo Ngang đi qua, là tuyến đường thủy đầu tiên trong lịch sử Việt Nam và được coi là tuyến đường Hồ Chí Minh trên sông vì những đóng góp cho các cuộc chiến tranh của người Việt.
Có 4 đền làng di tích, trong đó có 2 đền làng được công nhận là di tích lịch sử văn hoá tỉnh (đền Kinh Thượng, đền Kinh Hạ) nhà bia tưởng niệm các anh hùng liệt sĩ và một số di tích khác.
Ngành nghề truyền thống: nuôi trồng thủy sản, làm bánh đa, nem, thợ xây dựng, lò ấp trứng vịt lộn, nghề mộc, trồng lúa.